# Lasiosina herpini
Lasiosina herpini är en tvåvingeart som först beskrevs av Guérin-menéville 1843.  Lasiosina herpini ingår i släktet Lasiosina, och familjen fritflugor. Arten är reproducerande i Sverige.